# Rallycross di Barcellona 2021
Il Rallycross di Barcellona 2021 è stata l'edizione 2021 del Rallycross di Barcellona. La manifestazione si è svolta il 23 e il 24 luglio sul circuito di Catalogna a Montmeló, nei pressi di Barcellona, ed era valida come prima prova del campionato del mondo rallycross 2021 nelle classi RX1 (ex Supercar) e RX2e, nonché come prima gara del campionato europeo rallycross 2021 unicamente per la categoria RX3.
L'evento del World RX è stato vinto nella categoria RX1 dal pilota svedese Kevin Hansen alla guida di una Peugeot 208 WRX del Hansen World RX Team, sopravanzando in finale il fratello nonché compagno di squadra Timmy e il connazionale Johan Kristoffersson, terzo alla guida di una Audi S1 della scuderia KYB EKS JC; per Kevin Hansen si trattò della seconda vittoria in carriera ma fu la prima tagliando il traguardo per primo in quanto nella precedente, il rallycross di Abu Dhabi 2019, il vincitore Niclas Grönholm venne penalizzato di 3 secondi a gara conclusa. Nella neonata categoria RX2e, serie monomarca nella quale si gareggia soltanto con vetture a propulsione elettrica, ha primeggiato invece il belga Guillaume De Ridder dominando l'intero weekend dopo aver vinto tutte le sessioni a partire dalle qualificazioni.
Nell'evento dell'Euro RX si gareggiava unicamente per la classe cadetta RX3 (chiamata Super1600 sino alla stagione precedente), dove si impose lo svizzero Yuri Belevskiy su Audi A1, già vincitore nell'edizione 2020 nonché campione in carica di categoria.

## Risultati World RX

### Classifiche finali
| Categoria RX1  | Categoria RX1 | Categoria RX1           | Categoria RX1       | Categoria RX1                   | Categoria RX1  | Categoria RX1  | Categoria RX1 | Categoria RX1 | Categoria RX1 | Categoria RX1 | Categoria RX1 | Categoria RX1 |
| Pos.           | N°            | Pilota                  | Auto                | Squadra                         | Qualificazioni | Qualificazioni | Semifinali    | Semifinali    | Semifinali    | Finale        | Finale        | PC            |
| Pos.           | N°            | Pilota                  | Auto                | Squadra                         | Pos.           | Punti          | SF1           | SF2           | Punti         | Pos.          | Punti         | PC            |
| -------------- | ------------- | ----------------------- | ------------------- | ------------------------------- | -------------- | -------------- | ------------- | ------------- | ------------- | ------------- | ------------- | ------------- |
| 1              | 9             | Kevin Hansen            | Peugeot 208         | Hansen World RX Team            | 2º             | 15             | –             | 1º            | 6             | 1º            | 8             | 29            |
| 2              | 21            | Timmy Hansen            | Peugeot 208         | Hansen World RX Team            | 1º             | 16             | 1º            | –             | 6             | 2º            | 5             | 27            |
| 3              | 1             | Johan Kristoffersson    | Audi S1             | KYB EKS JC                      | 6º             | 11             | –             | 2º            | 5             | 3º            | 4             | 20            |
| 4              | 23            | Krisztián Szabó         | Hyundai i20         | GRX-Set World RX Team           | 5º             | 12             | 2º            | –             | 5             | 4º            | 3             | 20            |
| 5              | 77            | René Münnich            | SEAT Ibiza          | ALL-INKL.COM Münnich Motorsport | 7º             | 10             | 3º            | –             | 4             | 5º            | 2             | 16            |
| 6              | 69            | Kevin Abbring           | Renault Mégane R.S. | Unkorrupted                     | 8º             | 9              | –             | 3º            | 4             | 6º            | 1             | 14            |
| 7              | 44            | Timo Scheider           | SEAT Ibiza          | ALL-INKL.COM Münnich Motorsport | 3º             | 14             | 6º            | –             | 1             | nq            | nq            | 15            |
| 8              | 68            | Niclas Grönholm         | Hyundai i20         | GRX-Set World RX Team           | 4º             | 13             | –             | 6º            | 1             | nq            | nq            | 14            |
| 9              | 18            | Juha Rytkönen           | Ford Fiesta MK6     | Juha Rytkönen                   | 9º             | 8              | 5º            | –             | 2             | nq            | nq            | 10            |
| 10             | 91            | Enzo Ide                | Audi S1             | KYB EKS JC                      | 10º            | 7              | –             | 5º            | 2             | nq            | nq            | 9             |
| 11             | 73            | Támas Kárai             | Audi S1             | Karai Motorsport Sportegyesület | 11º            | 6              | 4º            | –             | 3             | nq            | nq            | 9             |
| 12             | 42            | Oliver Bennett          | Mini Cooper         | Oliver Bennett                  | 12º            | 5              | –             | 4º            | 3             | nq            | nq            | 8             |
| 13             | 38            | Mandie August           | SEAT Ibiza          | ALL-INKL.COM Münnich Motorsport | 13º            | 4              | nq            | nq            | nq            | nq            | nq            | 4             |
| 14             | 50            | Attila Mózer            | Ford Fiesta MK6     | Nyirad Motorsport KFT           | 14º            | 3              | nq            | nq            | nq            | nq            | nq            | 3             |
| 15             | 83            | Patrick Guillerme       | Hyundai i20         | Patrick Guillerme               | 15º            | 2              | nq            | nq            | nq            | nq            | nq            | 2             |
| 16             | 17            | Dan Öberg               | Volkswagen Polo     | Hedströms Motorsport            | 16º            | 1              | nq            | nq            | nq            | nq            | nq            | 1             |
|                |               |                         |                     |                                 |                |                |               |               |               |               |               |               |
| Categoria RX2e |               |                         |                     |                                 |                |                |               |               |               |               |               |               |
| Pos.           | N°            | Pilota                  | Auto                | Squadra                         | Qualificazioni | Qualificazioni | Semifinali    | Semifinali    | Semifinali    | Finale        | Finale        | PC            |
| Pos.           | N°            | Pilota                  | Auto                | Squadra                         | Pos.           | Punti          | SF1           | SF2           | Punti         | Pos.          | Punti         | PC            |
| 1              | 96            | Guillaume De Ridder     | RX2e                | Guillaume De Ridder             | 1º             | 16             | 1º            | –             | 6             | 1º            | 8             | 30            |
| 2              | 88            | Ole Henry Steinsholt    | RX2e                | Ole Henry Steinsholt            | 5º             | 12             | 3º            | –             | 4             | 2º            | 5             | 21            |
| 3              | 13            | Patrick O'Donovan       | RX2e                | Patrick O'Donovan               | 6º             | 11             | –             | 3º            | 4             | 3º            | 4             | 19            |
| 4              | 5             | Pablo Suárez            | RX2e                | Ruben Fernandez Gil             | 4º             | 13             | –             | 2º            | 5             | 4º            | 3             | 21            |
| 5              | 47            | Jesse Kallio            | RX2e                | Olsbergs MSE                    | 3º             | 14             | 2º            | –             | 5             | 5º            | 2             | 21            |
| 6              | 35            | Fraser McConnell        | RX2e                | Olsbergs MSE                    | 2º             | 15             | –             | 1º            | 6             | 6º            | 1             | 22            |
| 7              | 55            | Jose-Luis Garcia Molina | RX2e                | G4 Motors SA                    | 7º             | 10             | 4º            | –             | 3             | nq            | nq            | 13            |
| 8              | 21            | Damien Meunier          | RX2e                | Damien Meunier                  | 8º             | 9              | –             | 4º            | 3             | nq            | nq            | 12            |
| 9              | 77            | Mark Flaherty           | RX2e                | Mark Flaherty                   | 9º             | 8              | 5º            | –             | 2             | nq            | nq            | 10            |
| 10             | 36            | Jan Oscar Ortfeldt      | RX2e                | Jan Oscar Ortfeldt              | 10º            | 7              | –             | 5º            | 2             | nq            | nq            | 9             |

### Qualificazioni
| 1              | 21 | Timmy Hansen            | Peugeot 208         | Hansen World RX Team            | 50 (1º)       | 45 (2º)        | 45 (2º)        | 45 (2º)        | 185 | 16    |  |  |
| 2              | 9  | Kevin Hansen            | Peugeot 208         | Hansen World RX Team            | 45 (2º)       | 42 (3º)        | 42 (3º)        | 34 (10º)       | 163 | 15    |  |  |
| 3              | 44 | Timo Scheider           | SEAT Ibiza          | ALL-INKL.COM Münnich Motorsport | 42 (3º)       | 40 (4º)        | 38 (6º)        | 42 (3º)        | 162 | 14    |  |  |
| 4              | 68 | Niclas Grönholm         | Hyundai i20         | GRX-Set World RX Team           | 39 (5º)       | 39 (5º)        | 40 (4º)        | 40 (4º)        | 158 | 13    |  |  |
| 5              | 23 | Krisztián Szabó         | Hyundai i20         | GRX-Set World RX Team           | 37 (7º)       | 38 (6º)        | 39 (5º)        | 39 (5º)        | 153 | 12    |  |  |
| 6              | 1  | Johan Kristoffersson    | Audi S1             | KYB EKS JC                      | 0 (15º - DSQ) | 50 (1º)        | 50 (1º)        | 50 (1º)        | 150 | 11    |  |  |
| 7              | 77 | René Münnich            | SEAT Ibiza          | ALL-INKL.COM Münnich Motorsport | 35 (9º)       | 36 (8º)        | 36 (8º)        | 37 (7º)        | 144 | 10    |  |  |
| 8              | 69 | Kevin Abbring           | Renault Mégane R.S. | Unkorrupted                     | 40 (4º)       | 32 (12º)       | 38 (6º)        | 34 (10º)       | 143 | 9     |  |  |
| 9              | 18 | Juha Rytkönen           | Ford Fiesta MK6     | Juha Rytkönen                   | 36 (8º)       | 37 (7º)        | 34 (10º)       | 35 (9º)        | 142 | 8     |  |  |
| 10             | 91 | Enzo Ide                | Audi S1             | KYB EKS JC                      | 38 (6º)       | 31 (13º)       | 37 (7º)        | 27 (16º - DNF) | 133 | 7     |  |  |
| 11             | 73 | Támas Kárai             | Audi S1             | Karai Motorsport Sportegyesület | 34 (10º)      | 27 (15º - DNF) | 35 (9º)        | 36 (8º)        | 132 | 6     |  |  |
| 12             | 42 | Oliver Bennett          | Mini Cooper         | Oliver Bennett                  | 32 (12º)      | 35 (9º)        | 32 (12º)       | 32 (12º)       | 131 | 5     |  |  |
| 13             | 38 | Mandie August           | SEAT Ibiza          | ALL-INKL.COM Münnich Motorsport | 33 (11º)      | 33 (11º)       | 31 (13º)       | 33 (11º)       | 130 | 4     |  |  |
| 14             | 50 | Attila Mózer            | Ford Fiesta MK6     | Nyirad Motorsport KFT           | 31 (13º)      | 34 (10º)       | 29 (15º)       | 31 (13º)       | 125 | 3     |  |  |
| 15             | 83 | Patrick Guillerme       | Hyundai i20         | Patrick Guillerme               | 30 (14º)      | 27 (16º - DNF) | 27 (16º - DNF) | 30 (14º)       | 114 | 2     |  |  |
| 16             | 17 | Dan Öberg               | Volkswagen Polo     | Hedströms Motorsport            | 0 (16º - DSQ) | 30 (14º)       | 30 (14º)       | 29 (15º)       | 89  | 1     |  |  |
|                |    |                         |                     |                                 |               |                |                |                |     |       |  |  |
| Categoria RX2e |    |                         |                     |                                 |               |                |                |                |     |       |  |  |
| Pos.           | N° | Pilota                  | Auto                | Squadra                         | Q1            | Q2             | Q3             | Q4             | PQ  | Punti |  |  |
| 1              | 96 | Guillaume De Ridder     | RX2e                | Guillaume De Ridder             | 50 (1º)       | 50 (1º)        | 50 (1º)        | 50 (1º)        | 200 | 16    |  |  |
| 2              | 35 | Fraser McConnell        | RX2e                | Olsbergs MSE                    | 45 (2º)       | 42 (3º)        | 45 (2º)        | 45 (2º)        | 177 | 15    |  |  |
| 3              | 47 | Jesse Kallio            | RX2e                | Olsbergs MSE                    | 42 (3º)       | 45 (2º)        | 40 (4º)        | 42 (3º)        | 169 | 14    |  |  |
| 4              | 5  | Pablo Suárez            | RX2e                | Ruben Fernandez Gil             | 37 (7º)       | 38 (6º)        | 42 (3º)        | 40 (4º)        | 157 | 13    |  |  |
| 5              | 88 | Ole Henry Steinsholt    | RX2e                | Ole Henry Steinsholt            | 40 (4º)       | 40 (4º)        | 35 (9º)        | 39 (5º)        | 154 | 12    |  |  |
| 6              | 13 | Patrick O'Donovan       | RX2e                | Patrick O'Donovan               | 38 (6º)       | 33 (10º - DNF) | 39 (5º)        | 38 (6º)        | 148 | 11    |  |  |
| 7              | 55 | Jose-Luis Garcia Molina | RX2e                | G4 Motors SA                    | 36 (8º)       | 37 (7º)        | 38 (6º)        | 37 (7º)        | 148 | 10    |  |  |
| 8              | 21 | Damien Meunier          | RX2e                | Damien Meunier                  | 39 (5º)       | 39 (5º)        | 33 (10º - DNF) | 33 (10º - DNF) | 144 | 9     |  |  |
| 9              | 77 | Mark Flaherty           | RX2e                | Mark Flaherty                   | 35 (9º)       | 36 (8º)        | 37 (7º)        | 35 (9º)        | 143 | 8     |  |  |
| 10             | 36 | Jan Oscar Ortfeldt      | RX2e                | Jan Oscar Ortfeldt              | 34 (10º)      | 35 (9º)        | 36 (8º)        | 36 (8º)        | 141 | 7     |  |  |

Legenda:
|  | Qualificato per le semifinali |

### Semifinali
| Categoria RX1 - Semifinale 1 | Categoria RX1 - Semifinale 1 | Categoria RX1 - Semifinale 1 | Categoria RX1 - Semifinale 1 | Categoria RX1 - Semifinale 1    | Categoria RX1 - Semifinale 1 | Categoria RX1 - Semifinale 1 | Categoria RX1 - Semifinale 1 | Categoria RX1 - Semifinale 1 |
| Pos.                         | N°                           | Pilota                       | Auto                         | Squadra                         | Giri/Joker                   | Tempo                        | Distacco                     | Punti                        |
| ---------------------------- | ---------------------------- | ---------------------------- | ---------------------------- | ------------------------------- | ---------------------------- | ---------------------------- | ---------------------------- | ---------------------------- |
| 1                            | 21                           | Timmy Hansen                 | Peugeot 208                  | Hansen World RX Team            | 6/1                          | 4'37"744                     | –                            | 6                            |
| 2                            | 23                           | Krisztián Szabó              | Hyundai i20                  | GRX-Set World RX Team           | 6/1                          | 4'40"473                     | +2"729                       | 5                            |
| 3                            | 77                           | René Münnich                 | SEAT Ibiza                   | ALL-INKL.COM Münnich Motorsport | 6/1                          | 4'43"979                     | +6"235                       | 4                            |
| 4                            | 73                           | Támas Kárai                  | Audi S1                      | Karai Motorsport Sportegyesület | 6/1                          | 4'45"662                     | +7"918                       | 3                            |
| 5                            | 18                           | Juha Rytkönen                | Ford Fiesta MK6              | Juha Rytkönen                   | 6/1                          | 4'46"747                     | +9"003                       | 2                            |
| 6                            | 44                           | Timo Scheider                | SEAT Ibiza                   | ALL-INKL.COM Münnich Motorsport | 0/0                          | 0'00"000                     | +6 giri                      | 1                            |
|                              |                              |                              |                              |                                 |                              |                              |                              |                              |
| Categoria RX1 - Semifinale 2 |                              |                              |                              |                                 |                              |                              |                              |                              |
| Pos.                         | N°                           | Pilota                       | Auto                         | Squadra                         | Giri/Joker                   | Tempo                        | Distacco                     | Punti                        |
| 1                            | 9                            | Kevin Hansen                 | Peugeot 208                  | Hansen World RX Team            | 6/1                          | 4'39"275                     | –                            | 6                            |
| 2                            | 1                            | Johan Kristoffersson         | Audi S1                      | KYB EKS JC                      | 6/1                          | 4'39"691                     | +0"478                       | 5                            |
| 3                            | 69                           | Kevin Abbring                | Renault Mégane R.S.          | Unkorrupted                     | 6/1                          | 4'42"746                     | +3"471                       | 4                            |
| 4                            | 42                           | Oliver Bennett               | Mini Cooper                  | Oliver Bennett                  | 3/1                          | 2'31"494                     | +3 giri                      | 3                            |
| 5                            | 91                           | Enzo Ide                     | Audi S1                      | KYB EKS JC                      | 3/2                          | 2'50"198                     | +3 giri                      | 2                            |
| 6                            | 68                           | Niclas Grönholm              | Hyundai i20                  | GRX-Set World RX Team           | 0/0                          | 0'00"000                     | +6 giri                      | 1                            |

| Categoria RX2e - Semifinale 1 | Categoria RX2e - Semifinale 1 | Categoria RX2e - Semifinale 1 | Categoria RX2e - Semifinale 1 | Categoria RX2e - Semifinale 1 | Categoria RX2e - Semifinale 1 | Categoria RX2e - Semifinale 1 | Categoria RX2e - Semifinale 1 | Categoria RX2e - Semifinale 1 |
| Pos.                          | N°                            | Pilota                        | Auto                          | Squadra                       | Giri/Joker                    | Tempo                         | Distacco                      | Punti                         |
| ----------------------------- | ----------------------------- | ----------------------------- | ----------------------------- | ----------------------------- | ----------------------------- | ----------------------------- | ----------------------------- | ----------------------------- |
| 1                             | 96                            | Guillaume De Ridder           | RX2e                          | Guillaume De Ridder           | 6/1                           | 4'48"538                      | –                             | 6                             |
| 2                             | 47                            | Jesse Kallio                  | RX2e                          | Olsbergs MSE                  | 6/1                           | 4'49"282                      | +0"744                        | 5                             |
| 3                             | 88                            | Ole Henry Steinsholt          | RX2e                          | Ole Henry Steinsholt          | 6/1                           | 4'54"478                      | +5"940                        | 4                             |
| 4                             | 55                            | Jose-Luis Garcia Molina       | RX2e                          | G4 Motors SA                  | 6/1                           | 5'01"105                      | +12"567                       | 3                             |
| 5                             | 77                            | Mark Flaherty                 | RX2e                          | Mark Flaherty                 | 6/1                           | 5'02"898                      | +14"360                       | 2                             |
|                               |                               |                               |                               |                               |                               |                               |                               |                               |
| Categoria RX2e - Semifinale 2 |                               |                               |                               |                               |                               |                               |                               |                               |
| Pos.                          | N°                            | Pilota                        | Auto                          | Squadra                       | Giri/Joker                    | Tempo                         | Distacco                      | Punti                         |
| 1                             | 35                            | Fraser McConnell              | RX2e                          | Olsbergs MSE                  | 6/1                           | 4'52"043                      | –                             | 6                             |
| 2                             | 5                             | Pablo Suárez                  | RX2e                          | Ruben Fernandez Gil           | 6/1                           | 4'54"067                      | +2"024                        | 5                             |
| 3                             | 13                            | Patrick O'Donovan             | RX2e                          | Patrick O'Donovan             | 6/1                           | 4'55"303                      | +3"260                        | 4                             |
| 4                             | 21                            | Damien Meunier                | RX2e                          | Damien Meunier                | 6/1                           | 4'55"923                      | +3"880                        | 3                             |
| 5                             | 36                            | Jan Oscar Ortfeldt            | RX2e                          | Jan Oscar Ortfeldt            | 6/1                           | 5'10"052                      | +18"009                       | 2                             |

Legenda:
|  | Qualificato per la finale |

### Finali
| Categoria RX1 | Categoria RX1 | Categoria RX1        | Categoria RX1       | Categoria RX1                   | Categoria RX1 | Categoria RX1 | Categoria RX1 | Categoria RX1 |
| Pos.          | Nº            | Pilota               | Auto                | Squadra                         | Giri/Joker    | Tempo         | Distacco      | Punti         |
| ------------- | ------------- | -------------------- | ------------------- | ------------------------------- | ------------- | ------------- | ------------- | ------------- |
| 1             | 9             | Kevin Hansen         | Peugeot 208         | Hansen World RX Team            | 6/1           | 4'35"533      | –             | 8             |
| 2             | 21            | Timmy Hansen         | Peugeot 208         | Hansen World RX Team            | 6/1           | 4'36"674      | +1"141        | 5             |
| 3             | 1             | Johan Kristoffersson | Audi S1             | KYB EKS JC                      | 6/1           | 4'36"674      | +1"141        | 4             |
| 4             | 23            | Krisztián Szabó      | Hyundai i20         | GRX-Set World RX Team           | 6/1           | 4'39"032      | +3"499        | 3             |
| 5             | 77            | René Münnich         | SEAT Ibiza          | ALL-INKL.COM Münnich Motorsport | 6/1           | 4'42"792      | +7"259        | 2             |
| 6             | 69            | Kevin Abbring        | Renault Mégane R.S. | Unkorrupted                     | 6/1           | 4'45"315      | +9"782        | 1             |

- Giro più veloce: 43"536 ( Johan Kristoffersson);
- Miglior tempo di reazione: 0"446 ( Johan Kristoffersson);
- Miglior giro Joker: 46"503 ( Johan Kristoffersson).

| Categoria RX2e | Categoria RX2e | Categoria RX2e       | Categoria RX2e | Categoria RX2e       | Categoria RX2e | Categoria RX2e | Categoria RX2e | Categoria RX2e |
| Pos.           | Nº             | Pilota               | Auto           | Squadra              | Giri/Joker     | Tempo          | Distacco       | Punti          |
| -------------- | -------------- | -------------------- | -------------- | -------------------- | -------------- | -------------- | -------------- | -------------- |
| 1              | 96             | Guillaume De Ridder  | RX2e           | Guillaume De Ridder  | 6/1            | 4'49"451       | –              | 8              |
| 2              | 88             | Ole Henry Steinsholt | RX2e           | Ole Henry Steinsholt | 6/1            | 4'53"646       | +4"195         | 5              |
| 3              | 13             | Patrick O'Donovan    | RX2e           | Patrick O'Donovan    | 6/1            | 4'55"508       | +6"057         | 4              |
| 4              | 5              | Pablo Suárez         | RX2e           | Ruben Fernandez Gil  | 6/1            | 4'55"966       | +6"515         | 3              |
| 5              | 47             | Jesse Kallio         | RX2e           | Olsbergs MSE         | 1/2            | 1'17"790       | +5 giri        | 2              |
| 6              | 35             | Fraser McConnell     | RX2e           | Olsbergs MSE         | 0/0            | 0'00"000       | +6 giri        | 1              |

- Giro più veloce: 45"757 ( Guillaume De Ridder);
- Miglior tempo di reazione: 0"527 ( Pablo Suárez);
- Miglior giro Joker: 49"114 ( Guillaume De Ridder).

## Risultati Euro RX

### Classifica finale
| Categoria RX3 | Categoria RX3 | Categoria RX3       | Categoria RX3  | Categoria RX3            | Categoria RX3  | Categoria RX3  | Categoria RX3 | Categoria RX3 | Categoria RX3 | Categoria RX3 | Categoria RX3 | Categoria RX3 |
| Pos.          | N°            | Pilota              | Auto           | Squadra                  | Qualificazioni | Qualificazioni | Semifinali    | Semifinali    | Semifinali    | Finale        | Finale        | PC            |
| Pos.          | N°            | Pilota              | Auto           | Squadra                  | Pos.           | Punti          | SF1           | SF2           | Punti         | Pos.          | Punti         | PC            |
| ------------- | ------------- | ------------------- | -------------- | ------------------------ | -------------- | -------------- | ------------- | ------------- | ------------- | ------------- | ------------- | ------------- |
| 1             | 95            | Yuri Belevskiy      | Audi A1        | Volland Racing KFT       | 1º             | 16             | 1º            | –             | 6             | 1º            | 8             | 30            |
| 2             | 89            | Timur Šigabutdinov  | Audi A1        | Volland Racing KFT       | 4º             | 13             | –             | 3º            | 4             | 2º            | 5             | 22            |
| 3             | 18            | Zsolt Szíjj Jolly   | Audi A1        | Speedy Motorsport        | 7º             | 10             | 3º            | –             | 4             | 3º            | 4             | 18            |
| 4             | 22            | Kobe Pauwels        | Audi A1        | Volland Racing KFT       | 2º             | 15             | –             | 1º            | 6             | 4º            | 3             | 24            |
| 5             | 54            | Marat Knjazev       | Audi A1        | Volland Racing KFT       | 6º             | 11             | –             | 2º            | 5             | 5º            | 2             | 18            |
| 6             | 6             | Damian Litwinowicz  | Audi A1        | Damian Litwinowicz       | 5º             | 12             | 2º            | –             | 5             | 6º            | 1             | 18            |
| 7             | 11            | Jan Černý           | Škoda Citigo   | PAJR s.r.o               | 3º             | 14             | 6º            | –             | 1             | nq            | nq            | 15            |
| 8             | 14            | Kasparas Navickas   | Škoda Fabia    | KREDA                    | 8º             | 9              | –             | 4º            | 3             | nq            | nq            | 12            |
| 9             | 23            | Radoslaw Raczkowski | Škoda Fabia    | Automax Motorsport       | 9º             | 8              | 4º            | –             | 3             | nq            | nq            | 11            |
| 10            | 61            | Jiri Šusta          | Škoda Fabia    | Josef Šusta              | 10º            | 7              | –             | 5º            | 2             | nq            | nq            | 9             |
| 11            | 20            | Siim Saluri         | Renault Twingo | RS Racing Team           | 11º            | 6              | 5º            | –             | 2             | nq            | nq            | 8             |
| 12            | 96            | Marcel Suchý        | Škoda Fabia    | Jihočeský Autoklub V AČR | 12º            | 5              | –             | 6º            | 1             | nq            | nq            | 6             |
| 13            | 86            | Lukas Ney           | Škoda Fabia    | ADAC Team Weser-Ems e.V. | 13º            | 4              | nq            | nq            | nq            | nq            | nq            | 4             |

### Finale
| Categoria RX3 | Categoria RX3 | Categoria RX3      | Categoria RX3 | Categoria RX3      | Categoria RX3 | Categoria RX3 | Categoria RX3 | Categoria RX3 | Categoria RX3 |
| Pos.          | Nº            | Pilota             | Auto          | Squadra            | Giri/Joker    | Tempo         | Distacco      | Penalità      | Punti         |
| ------------- | ------------- | ------------------ | ------------- | ------------------ | ------------- | ------------- | ------------- | ------------- | ------------- |
| 1             | 95            | Yuri Belevskiy     | Audi A1       | Volland Racing KFT | 6/1           | 4'57"759      | –             | –             | 8             |
| 2             | 89            | Timur Šigabutdinov | Audi A1       | Volland Racing KFT | 6/1           | 4'58"828      | +1"069        | –             | 5             |
| 3             | 18            | Zsolt Szíjj Jolly  | Audi A1       | Speedy Motorsport  | 6/1           | 5'04"444      | +6"685        | –             | 4             |
| 4             | 22            | Kobe Pauwels       | Audi A1       | Volland Racing KFT | 6/1           | 5'04"901      | +7"142        | –             | 3             |
| 5             | 54            | Marat Knjazev      | Audi A1       | Volland Racing KFT | 6/1           | 5'10"239      | +12"480       | +10"000       | 2             |
| 6             | 6             | Damian Litwinowicz | Audi A1       | Damian Litwinowicz | 6/1           | 5'26"151      | +28"392       | –             | 1             |

- Giro più veloce: 47"122 ( Yuri Belevskiy);
- Miglior tempo di reazione: 0"491 ( Yuri Belevskiy);
- Miglior giro Joker: 50"577 ( Marat Knjazev).

## Classifiche di campionato
World RX - RX1 piloti
| Pos. | Pilota               | Punti |
| ---- | -------------------- | ----- |
| 1    | Kevin Hansen         | 29    |
| 2    | Timmy Hansen         | 27    |
| 3    | Johan Kristoffersson | 20    |
| 4    | Krisztián Szabó      | 20    |
| 5    | René Münnich         | 16    |
| 6    | Timo Scheider        | 15    |
| 7    | Kevin Abbring        | 14    |
| 8    | Niclas Grönholm      | 14    |
| 9    | Juha Rytkönen        | 10    |
| 10   | Enzo Ide             | 9     |
| 11   | Támas Kárai          | 9     |
| 12   | Oliver Bennett       | 8     |
| 13   | Mandie August        | 4     |
| 14   | Attila Mózer         | 3     |
| 15   | Patrick Guillerme    | 2     |
| 16   | Dan Öberg            | 1     |

World RX - RX1 squadre
| Pos. | Pilota                | Punti |
| ---- | --------------------- | ----- |
| 1    | Hansen World RX Team  | 56    |
| 2    | GRX-SET World RX Team | 34    |
| 3    | KYB EKS JC            | 29    |

World RX - RX2e piloti
| Pos. | Pilota                  | Punti |
| ---- | ----------------------- | ----- |
| 1    | Guillaume De Ridder     | 30    |
| 2    | Fraser McConnell        | 22    |
| 3    | Ole Henry Steinsholt    | 21    |
| 4    | Pablo Suárez            | 21    |
| 5    | Jesse Kallio            | 21    |
| 6    | Patrick O'Donovan       | 19    |
| 7    | Jose-Luis Garcia Molina | 13    |
| 8    | Damien Meunier          | 12    |
| 9    | Mark Flaherty           | 10    |
| 10   | Jan Oscar Ortfeldt      | 9     |

Euro RX - RX3 piloti
| Pos. | Pilota              | Punti |
| ---- | ------------------- | ----- |
| 1    | Yuri Belevskiy      | 30    |
| 2    | Kobe Pauwels        | 24    |
| 3    | Timur Šigabutdinov  | 22    |
| 4    | Zsolt Szíjj Jolly   | 18    |
| 5    | Marat Knjazev       | 18    |
| 6    | Damian Litwinowicz  | 18    |
| 7    | Jan Černý           | 15    |
| 8    | Kasparas Navickas   | 12    |
| 9    | Radoslaw Raczkowski | 11    |
| 10   | Jiri Šusta          | 9     |
| 11   | Siim Saluri         | 8     |
| 12   | Marcel Suchý        | 6     |
| 13   | Lukas Ney           | 4     |